# بيرني فين
بيرني فين (بالإنجليزية: Bernie Finn)‏ هو سياسي أسترالي، ولد في 14 أبريل 1961. حزبياً، نشط في حزب أستراليا الليبرالي (الفرع الفيكتوري) ‏. وقد انتخب عضو المجلس التشريعي الفيكتوري عن دائرة Western Metropolitan Region ‏ (25 نوفمبر 2006 – ) وانتخب عضو الجمعية التشريعية فيكتوريا عن دائرة Electoral district of Tullamarine ‏ (3 أكتوبر 1992 – 18 سبتمبر 1999).

## وصلات خارجية
- الموقع الرسمي